# Episodi di Happy Days (terza stagione)
La terza stagione della serie tv Happy Days è stata trasmessa negli Stati Uniti dal 9 settembre 1975 al 2 marzo 1976. In Italia questa stagione è stata trasmessa in prima visione su Rai 1. Nel primo passaggio televisivo italiano, non sono stati trasmessi tutti gli episodi e non è stato seguito l'ordine cronologico originale.
| nº | Titolo originale                 | Titolo italiano         | Prima TV USA      | Prima TV Italia  |
| -- | -------------------------------- | ----------------------- | ----------------- | ---------------- |
| 1  | Fonzie Moves In                  | Arriva Fonzie           | 9 settembre 1975  | 27 dicembre 1979 |
| 2  | The Motorcycle                   | La motocicletta         | 16 settembre 1975 | 28 dicembre 1979 |
| 3  | Fearless Fonzarelli (part 1 e 2) | Il record di Fonzie     | 23 settembre 1975 | 1º gennaio 1979  |
| 4  | Fearless Fonzarelli (part 1 e 2) | Il convalescente        | 30 settembre 1975 | 2 gennaio 1979   |
| 5  | The Other Richie Cunningham      | La controfigura         | 7 ottobre 1975    | 29 dicembre 1979 |
| 6  | Richie Fights Back               | Richie si ribella       | 14 ottobre 1975   | 31 dicembre 1979 |
| 7  | Jailhouse Rock                   | Il coprifuoco           | 21 ottobre 1975   | 3 gennaio 1979   |
| 8  | Howard's 45th Fiasco             | Il compleanno di Howard | 28 ottobre 1975   | 2 gennaio 1980   |
| 9  | Fonzie the Flatfoot              | Il piedipiatti          | 4 novembre 1975   | 30 dicembre 1979 |
| 10 | A Date with Fonzie               | Maestro d'amore         | 11 novembre 1975  | 4 gennaio 1980   |
| 11 | Three on a Porch                 | Una veranda per tre     | 18 novembre 1975  | 1º gennaio 1980  |
| 12 | Fonzie's New Friend              | Un nuovo amico          | 25 novembre 1975  | 3 gennaio 1980   |
| 13 | They Call It Potsie Love         | Joanie innamorata       | 2 dicembre 1975   | 11 gennaio 1979  |
| 14 | Tell It to the Marines           | Il buffone              | 16 dicembre 1975  | 8 gennaio 1980   |
| 15 | Dance Contest                    | Gara di ballo           | 6 gennaio 1976    | 10 gennaio 1980  |
| 16 | The Second Anniversary Show      |                         | 12 gennaio 1976   |                  |
| 17 | Fonzie the Salesman              | Fonzie rappresentante   | 13 gennaio 1976   | 5 gennaio 1980   |
| 18 | Football Frolics                 | Bambini terribili       | 20 gennaio 1976   | 11 gennaio 1980  |
| 19 | Fonzie the Superstar             | Fonzie superstar        | 27 gennaio 1976   |                  |
| 20 | Two Angry Men                    | L'uno contro l'altro    | 3 febbraio 1976   |                  |
| 21 | Beauty Contest                   | Concorso di bellezza    | 10 febbraio 1976  | 9 gennaio 1980   |
| 22 | Bringing Up Spike                | Fonzie in difficoltà    | 17 febbraio 1976  | 12 gennaio 1980  |
| 23 | A Sight for Sore Eyes            | Fascino in pericolo     | 24 febbraio 1976  | 14 gennaio 1980  |
| 24 | Arnold's Wedding                 | Le nozze di Arnold      | 2 marzo 1976      | 15 gennaio 1980  |

## Arriva Fonzie
- Titolo originale: Fonzie Moves In
- Diretto da: Jerry Paris
- Scritto da: Lowell Ganz e Mark Rothman

### Trama
Howard è disperato perché il nuovo centro commerciale, di fronte alla sua ferramenta, gli porterà via molti clienti, quindi con Marion decide di affittare il monolocale sopra al garage. Fonzie lo vuole affittare per la nonna venuta a vivere con lui, ma visto che a lei non piace, lo affitterà lui. Howard ha qualche dubbio perché Fonzie non fa proprio una vita tranquilla.
- Altri interpreti: Lillian Bronson (nonna di Fonzie), Susan Lawrence (Vivian), Bob W. Hoffman (Skizzy)
- Note: Da questa puntata Happy Days diventa anche la sigla iniziale, al posto di Rock Around the Clock di Bill Haley.

Per la prima volta Fonzie chiama Joanie "sottiletta" e sempre per la prima volta ordina ad amici e conoscenti "siedi".

## La motocicletta
- Titolo originale: The Motorcycle
- Diretto da: Jerry Paris
- Scritto da: William S. Bickley e Michael Warren

### Trama
Durante una notte, un'auto investe e distrugge la motocicletta di Fonzie che ne rimane sconvolto. Poi s'infuria e promette di farla pagare al colpevole, che pare sia Ralph.
- Altra interprete: Beatrice Colen (Marsha)

## Il record di Fonzie
- Titolo originale: Fearless Fonzarelli (part 1)
- Diretto da: Jerry Paris
- Scritto da: Michael Weinberger

### Trama
Mentre Richie, Potsie e Ralph protestano con Arnold per i rincari del locale, Fonzie pensa di aver perso il suo fascino. Per riprendere l'autostima e aiutare Richie organizza, dopo aver visto una trasmissione TV ("Voi volevate vederlo"), un salto con la moto di 14 bidoni. Fonzie sta per effettuare il salto.
- Altri interpreti: Pat Morita (Arnold), Jack Smith (sé stesso), Joseph Bova (Burt), Melinda Naud (Roberta)
- Note: Appare per la prima volta Arnold (interpretato da Pat Morita), proprietario del locale dei protagonisti.

"Voi volevate vederlo" (You Wanted to See It) è la versione fittizia di You Asked For It una trasmissione tv andata in onda negli Stati Uniti d'America negli anni '50 e realmente presentata da Jack Smith.
Il salto di Fonzie è basato su quello dello stuntman motociclista Evel Knievel.

## Il convalescente
- Titolo originale: Fearless Fonzarelli (part 2)
- Diretto da: Jerry Paris
- Scritto da: Bob Brunner

### Trama
Fonzie riesce a saltare i 14 bidoni, ma finisce addosso al chiosco del pollo fritto di Arnold, fratturandosi un ginocchio. Dopo l'operazione in ospedale, non vuole muoversi dal divano di casa Cunningham per paura del dolore. Le ragazze della sua agenda, chiamate da Richie, minacciano il boicottaggio se non si muove.
- Altri interpreti: Pat Morita (Arnold), Jack Smith (sé stesso), Peter Hobbs (dottore), Peggy Doyle (infermiera), Susan Lawrence e Kristine Greco (ragazze)

## La controfigura
- Titolo originale: The Other Richie Cunningham
- Diretto da: Jerry Paris
- Scritto da: Dick Bensfield e Perry Grant

### Trama
Howard chiede a Richie di uscire con Winnie, la figlia di un impresario di sanitari per averli in negozio, ma Richie ha un altro appuntamento. Potsie prenderà il suo posto con esiti disastrosi. Il giorno dopo, Potsie dovrebbe chiedere scusa alla ragazza, ma alla fine quel tipo è solo un bugiardo e Howard capisce che non doveva chiedere questo a Richie.
- Altri interpreti: Sherry Hursey (Winnie McKinnie), Ned Wertimer (George McKinnie)

## Richie si ribella
- Titolo originale: Richie Fights Back
- Diretto da: Jerry Paris
- Scritto da: Arthur Silver

### Trama
Frankie e Rocko bullizzano Richie facendogli fare i rumori del flipper guasto, umiliandolo di fronte a sorella e amici. Salvato da Fonzie, che gli dà qualche consiglio, e aiutato da Arnold, con una lezione di judo, prova a cavarsela da solo.
- Altri interpreti: Pat Morita (Arnold), Ken Lerner (Frankie), Jeff Conaway (Rocko), Susan Lawrence (Vivian)
- Note: Durante la lezione di judo, Arnold rivela il suo vero nome (Mitsumo Takahashi) dicendo che cambiare l'insegna sarebbe costato troppo.

## Il coprifuoco
- Titolo originale: Jailhouse Rock
- Diretto da: Arthur Fisher
- Scritto da: Bob Brunner

### Trama
Lo sceriffo Kirk decide che tutti minori di 18 anni devono essere a casa alle 22 perché nella scuola sono stati rotti dei vetri. Lasciati nei bagni di Arnold's, Richie, Potsie e Ralph scassinano il jukebox per telefonare e vengono arrestati. Insieme a loro, viene arrestato anche Howard perché ha il fez leopardato, copricapo della "loggia del leopardo", indossato perché dev'essere eletto "puba".
- Altri interpreti: Pat Morita (Arnold), Ed Peck (sceriffo Kirk), Jack Perkins (ubriaco)

## Il compleanno di Howard
- Titolo originale: Howard's 45th Fiasco
- Diretto da: Jerry Paris
- Scritto da: Frank Buxton

### Trama
Howard compie 45 anni e, anche se credeva di compierne 43, non ne è entusiasta perché ritiene la sua vita noiosa. Anche se i familiari tentano di tirarlo su di morale, medita di andare a Tahiti. Ma Fonzie riuscirà a convincerlo a tornare.
- Altri interpreti: Pat Morita (Arnold), Mary Treen (signora Prism)
- Note: Arnold fa notare ad Howard che il locale è chiuso perché è anche il compleanno di Confucio, inoltre gli spiega che lui è di padre giapponese e di mamma cinese.

Quando Howard menziona i componenti della sua famiglia, non cita il primogenito Chuck.

## Il piedipiatti
- Titolo originale: Fonzie the Flatfoot
- Diretto da: Jerry Paris
- Scritto da: Marty Nadler (sceneggiatura) e Arthur Silver (storia)

### Trama
I Dragons e i Falcons minacciano una rissa. Secondo la polizia, l'unico che potrebbe fermarli è l'ex Falcon Fonzie che, riluttante, viene subito arruolato come poliziotto speciale. Ma poi, deriso, rifiuta l'incarico mandando allo sbaraglio il povero Richie.
- Altri interpreti: Jeffrey Kramer (Lefty), Beatrice Colen (Marsha), Ed Peck (Kirk), Melinda Naud (Roberta), Ken Lerner (Frankie)
- Note: È l'ultima apparizione di Marsha Simms, interpretata da Beatrice Colen

## Maestro d'amore
- Titolo originale: A Date with Fonzie
- Diretto da: Jerry Paris
- Scritto da: Lowell Ganz e Mark Rothman

### Trama
Mentre Potsie e Ralph, dopo un concerto, conoscono ed escono con due ragazze, Richie non riesce ad invitarne neanche una perché è tanto tempo che non ci prova ed è stato appena lasciato. Allora Fonzie prova ad aiutarlo prima portandolo al supermercato, poi uscendo con lui e due ragazze un po' più grandi (Laverne e Shirley).
- Altri interpreti: Penny Marshall (Laverne DeFazio), Cindy Williams (Shirley Feeney), Laurie Walters (Susan), Bob W. Hoffman (uomo anziano), Susan Arnold, Sheila Sisco e Kit McDonough (ragazze)
- Note: All'inizio della puntata, Richie (alla batteria), Potsie (voce e chitarra) e Ralph (al pianoforte) eseguono la celeberrima Great Balls of Fire di Jerry Lee Lewis.

In questa puntata appaiono per la prima volta Penny Marshall e Cindy Williams, che poi avranno una loro sit-com, chiamata Laverne e Shirley.

## Una veranda per tre
- Titolo originale: Three on a Porch
- Diretto da: Jerry Paris
- Scritto da: Bobby Boswell e Tiffany York

### Trama
Ci sono le vacanze di Pasqua e, visto che non c'è nessuno in giro, Richie, Potsie e Ralph vogliono trascorrere qualche giorno al lago Whitefish in mezzo a tante ragazze, ma il prezzo di 75 dollari è proibitivo. Non potendo contare sui genitori, si inventano un piccolo mercatino dell'usato da Arnold's, dove racimolano soldi per una veranda, dove si spacciano per uomini d'affari tunisini per fare colpo su tre ragazze, ma Fonzie rovinerà tutto.
- Altri interpreti: Sandy Kenyon (Zio Tom), Anne Lockhart (Marcia), Robin Mattson (Linda), Dianne Harper (Karen)

## Un nuovo amico
- Titolo originale: Fonzie's New Friend
- Diretto da: Jerry Paris
- Scritto da: Sid Arthur e Artie Laing

### Trama
Richie, Potsie e Ralph cercano un batterista per la loro band nella festa che daranno a casa di Richie. Fonzie rimedia loro un nuovo amico Bill, chiamato "Stecchino" perché magro, che suona la batteria. Ma il colore nero della pelle di Bill è oggetto di pregiudizio etnico, così, nonostante l'appello di Fonzie da Arnold's, da Richie non ci va nessuno.
- Altri interpreti: Pat Morita (Arnold), Vivian Bonnell (Rosemary), Jack Baker ("Stecchino" Bill Downey), Kathy O'Dare (Lois), Carol Williams (Meralee), Jerii Woods (Kathleen), Neil J. Schwartz (Bag)
- Note: Prima apparizione di Jack Baker nella parte di "Stecchino" Bill e l'ultima di Neil J. Schwartz (Bag)

## Joanie innamorata
- Titolo originale: They Call It Potsie Love
- Diretto da: Jerry Paris
- Scritto da: Marty Nadler

### Trama
Joanie, da Arnold's per chiamare Richie che sta provando nella band con Potsie e Ralph, ascolta un lento cantato da Potsie (Put Your Head on My Shoulder) e ne rimane estasiata. Ma Potsie le dice che è ancora troppo piccola per lui.

## Il buffone
- Titolo originale: Tell It to the Marines
- Diretto da: Jerry Paris
- Scritto da: Sid Arthur e Artie Laing

### Trama
Olivia decide di lasciare Ralph perché troppo buffone. Ralph la prende male e, dopo un tentativo di diventare serio, decide prima di arruolarsi nella legione straniera e poi decide per i Marines, dopo il discorso di Fonzie. Fonzie dovrà convincerlo a cambiare idea.
- Altri interpreti: Amy Irving (Olivia), Kit McDonough (Delores), Debbie Chaffin e Hillary Horan (ragazze)
- Note: Per la prima volta si sente Fonzie che non riesce a dire la frase "io ho sbagliato".

## Gara di ballo
- Titolo originale: Dance Contest
- Diretto da: Norm Gray
- Scritto da: Bob Howard

### Trama
Marion, un po' trascurata dalla famiglia, decide di iscriversi ad una gara di ballo (Tango) con Fonzie, a loro insaputa. Dopo lo scompiglio in famiglia, tutto si risolve.
- Altri interpreti: Pat Morita (Arnold), Rance Howard (annunciatore)

## The Second Anniversary Show
- Titolo originale: The Second Anniversary Show
- Diretto da: Jerry Paris
- Scritto da: Bob Brunner e Arthur Silver

### Trama
È il compleanno di Fonzie. La famiglia Cunningham e Arnold si uniscono a lui ricordando i fatti salienti degli ultimi due anni, perché è anche il secondo compleanno della serie.
- Altro interprete: Pat Morita (Arnold)
- Note: Questa puntata non è mai stata trasmessa da nessuna tv italiana, tuttavia la si può trovare nel DVD de La terza stagione di Happy Days come "puntata bonus" intitolata Lo spettacolo del secondo anniversario.

## Fonzie rappresentante
- Titolo originale: Fonzie the Salesman
- Diretto da: Jerry Paris
- Scritto da: Dave Duclon

### Trama
Lo stabile dell'officina di Fonzie è acquistata da Van Alden, un riccone eccentrico, che a Fonzie non piace e così lascia il lavoro. Con l'aiuto di Richie ne trova altri, tra cui rappresentante di enciclopedie e gelataio. Tornerà sui suoi passi, anche se con qualche richiesta.
- Altri interpreti: Dick Van Patten (Hunsberger), Richard Stahl (Van Alden), Bella Bruck (donna al supermercato), Heather Lowe (ragazza al supermercato), Bob W. Hoffman (uomo anziano)

## Bambini terribili
- Titolo originale: Football Frolics
- Diretto da: Jerry Paris
- Scritto da: James Ritz

### Trama
Per andare a vedere una partita dei Chicago Bears e portarci Spadino, Richie, Potsie e Ralph devono venti dollari a testa ad Arnold che ha procurato loro i biglietti. decidono così di fare da baby sitter ai bambini i cui genitori sono alla loggia del leopardo. La cosa si rivelerà più complicata del previsto.
- Altri interpreti: Pat Morita (Arnold), Penny Marshall (Laverne DeFazio), Cindy Williams (Shirley Feeney), Danny Butch (Spadino), Kristoff St. John (Booker Brown), John Moran (Myron, uno dei bambini)

## Fonzie superstar
- Titolo originale: Fonzie the Superstar
- Diretto da: Jerry Paris
- Scritto da: Arthur Silver e Barry Rubinowitz

### Trama
Non potendo contare su Potsie, che deve andare a trovare suo zio, Richie e Ralph convincono Fonzie a cantare al posto suo. Ma Fonzie non è proprio convinto di farcela.
- Altri interpreti: Pat Morita (Arnold), Penny Marshall (Laverne DeFazio), Cindy Williams (Shirley Feeney), Jack Baker ("Stecchino" Bill Downey), Jillian Kesner (Patty Petralunga)
- Note: Il costume indossato da Fonzie, mentre deve cantare Heartbreak Hotel dove Laverne e Shirley fanno il coro, anche se ambientato negli anni 50, è un chiaro riferimento a quello di Elvis Presley degli anni 70.

È l'ultima apparizione di Jack Baker ("Stecchino" Bill Downey).

## L'uno contro l'altro
- Titolo originale: Two Angry Men
- Diretto da: Jerry Paris
- Scritto da: Marty Nadler

### Trama
Una violenta bufera di neve sfonda il tetto dell'appartamento di Fonzie nel punto dove aveva collocato una gabbia, con alcuni piccioni, comprata poco prima. Howard si rifiuta di pagare i 400 dollari per le riparazioni e Fonzie lo querela.
- Altri interpreti: Pat Morita (Arnold), June Lockhart (giudice MacBride), Bob W. Hoffman (Ernie), Robert Ball (Bailiff), Lloyd Kino (Marvin Lee)

## Concorso di bellezza
- Titolo originale: Beauty Contest
- Diretto da: Jerry Paris
- Scritto da: William S. Bickley e Michael Warren

### Trama
Richie, Potsie e Ralph si lamentano perché non hanno le ragazze più belle della scuola. Così indicono un concorso di bellezza dove mettono in palio un viaggio a Hollywood, che dovrebbe vincere una complice di Fonzie. Ma non tutto va come deve andare.
- Altri interpreti: Pat Morita (Arnold), Jane Alice Brandon (Ann Louise), Janice Heiden (Cynthia), Patricia Joyce (Bunny), Marjorie Marshall (suonatore di piano)

## Fonzie in difficoltà
- Titolo originale: Bringing Up Spike
- Diretto da: Jerry Paris
- Scritto da: Joe Glauberg

### Trama
Fonzie deve prendersi cura di Spadino, ma non è un ottimo esempio di tutore: anzi, lo manda in giro di sera per non averselo tra i piedi. Così chiede consiglio ad Howard Cunningham.
- Altri interpreti: Pat Morita (Arnold), Danny Butch (Spadino), Clint Howard (Moose), Susan Lawrence (Gigi)
- Note: Fonzie spiega ad Howard (e allo spettatore) che Spadino è suo cugino, ma Spadino lo chiama zio per la differenza d'età

## Fascino in pericolo
- Titolo originale: A Sight for Sore Eyes
- Diretto da: Jerry Paris
- Scritto da: Dave Duclon

### Trama
Fonzie soffre di mal di testa, per aver letto scritte troppo piccole, così Ralph lo accompagna dal proprio padre che di mestiere fa l'oculista. Tra una burla e l'altra, il dottor Malph dice seriamente che Fonzie dovrà portare gli occhiali per un po' di tempo. Fonzie è convinto che, mettendo gli occhiali, il suo fascino sia in pericolo.
- Altri interpreti: Pat Morita (Arnold), Jack Dodson (dottor Mickey Malph), Kit McDonough e Hillary Horan (ragazze)
- Note: Prima apparizione per Jack Dodson nel ruolo del padre di Ralph Malph, il dottor Mickey Malph.

## Le nozze di Arnold
- Titolo originale: Arnold's Wedding
- Diretto da: Frank Buxton
- Scritto da: Bob Brunner

### Trama
Arnold chiede a Fonzie di fargli da testimone, perché si deve sposare con Momo, una giapponese conosciuta per corrispondenza che subito lo rifiuta perché troppo americano. Fonzie non vuole perché ai due precedenti è andata male, ma poi accetterà mettendosi un kimono giallo.
- Altri interpreti: Pat Morita (Arnold), Nobu McCarthy (Momo), Richard Lee-Sung (Terakazu), Kimiko Hiroshige (zia Sumi), Rollin Moriyama (prete giapponese)
- Note: È l'ultima apparizione di Pat Morita per il ruolo di Arnold, tornerà nella stagione 10.